# Stictoptera trajiciens
Stictoptera trajiciens là một loài bướm đêm trong họ Noctuidae.